# Eptingen
Eptingen é uma comuna da Suíça, no Cantão Basileia-Campo. Em 2011 possuía 520 habitantes. Estende-se por uma área de 11,18 km², de densidade populacional de 46,5 hab/km². Confina com as seguintes comunas: Bennwil, Diegten, Hägendorf (SO), Hauenstein-Ifenthal (SO), Langenbruck, Läufelfingen. 
A língua oficial nesta comuna é a língua alemã.

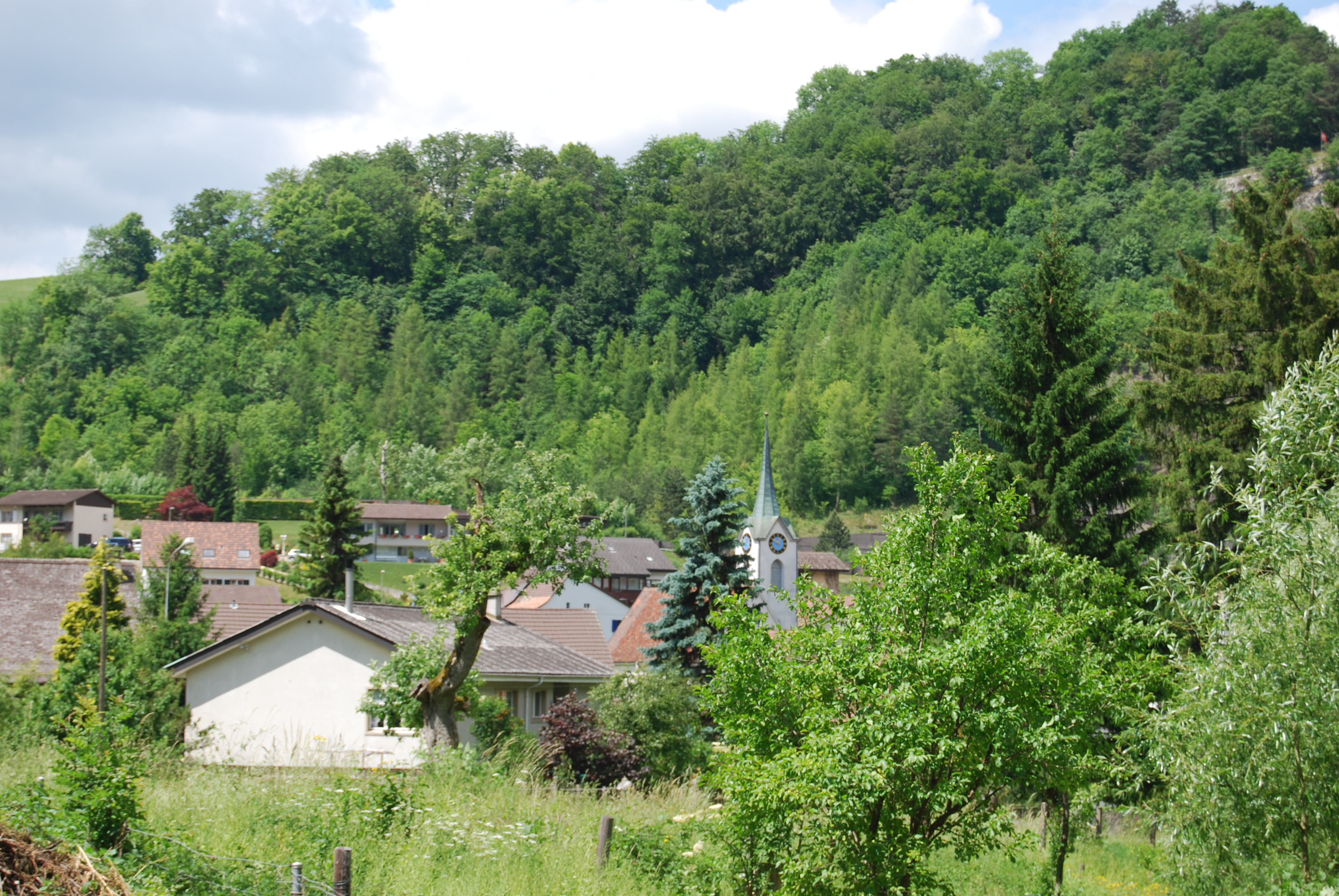
Eptingen